# Centro de Convenções Poeta Ronaldo Cunha Lima
O Centro de Convenções Poeta Ronaldo Cunha Lima,  localizado na capital João Pessoa, foi projetado pela arquiteta e urbanista Isabel Caminha[30] para ser um dos mais modernos do país, com todos os equipamentos necessários para realização de grandes projetos. Sua estrutura é composta por 4 prédios principais: a Torre do Mirante, o Pavilhão de Feiras e Exposições, o Pavilhão de Congressos e Convenções e o Teatro Pedra do Reino. É um dos locais de eventos mais moderno e sofisticado da América Latina, com 48.676 m². Está localizado na rodovia PB 008, KM 5 - Pólo Ecoturístico do Cabo Branco.
O nome do Centro de Convenções em João Pessoa, homenageia o professor, advogado, político, jurista, tribuno e poeta paraibano Ronaldo Cunha Lima.

## Estrutura
A estrutura do Centro de Convenções de João Pessoa, é composta por 4 prédios principais: Torre do Mirante, Pavilhão de Feiras e Exposições, pavilhão de Congressos e Convenções e Teatro Pedra do Reino. 
|                   |  |                 |
| Torre do Mirante. |  | Relógio do Sol. |

### Torre do Mirante
A torre do Mirante, é formada pela torre vislumbrante e moderna na parte central do Centro de Convenções de João Pessoa.

### Pavilhão de Feiras e Exposições
|                                                                                    |  |  |
| Fachada do Pavilhão de Feiras e Exposições do Centro de Convenções de João Pessoa. |  |  |

Possui capacidade de realizar até 4 eventos simultâneos, com capacidade de abrigar 20.000 pessoas. O prédio foi orientado no sentido longitudinal, do norte para o sul, de modo a permitir um maior sombreamento das fachadas e ventilação natural. Além disso, no subsolo existe uma área técnica, projetada com a tecnologia mais moderna, com um sistema de exaustão mecânica, em que todas as instalações poderão ser feitas e distribuídas de forma a fornecer aos estandes pontos de água, esgoto, eletricidade e cabeamento estruturado.

### Pavilhão de Congressos e Convenções
|                                                                                        |  |  |
| Fachada do Pavilhão de Congressos e Convenções do Centro de Convenções de João Pessoa. |  |  |

Essa estrutura possui capacidade para abrigar até 9 mil pessoas, foi inserido dentro de um lago artificial com profundidade de 60 cm e é interligado ao bloco da Torre do Mirante através de passarela coberta. Sua planta é formada por 4 arcos de circunferência, formando uma construção sofisticada e movimentada.
No primeiro pavimento, a estrutura possui foyer, sem rebaixamento, sendo seu pé direito o total abaixo da cobertura, e, no ball-room, um pé direito de 7 metros, com tratamento acústico nas paredes e no forro; podendo funcionar como auditório ou subdividido em até 8 espaços. Além disso, também conta com sala multiuso, sala de apoio, reprografia e 3 conjuntos para sanitários públicos. As salas de multiuso e de apoio também poderão ser segmentadas por divisórias móveis. A concepção foi feita de forma a permitir que os espaços fossem utilizados conforme a conveniência de cada evento, permitindo uma gama bem variada de arranjos. O Pavilhão de Congressos e Convenções possui dois acessos, o primeiro pelo Atrium do Mirante e o secundário pela lateral, interligado ao estacionamento.

### Teatro Pedra do Reino

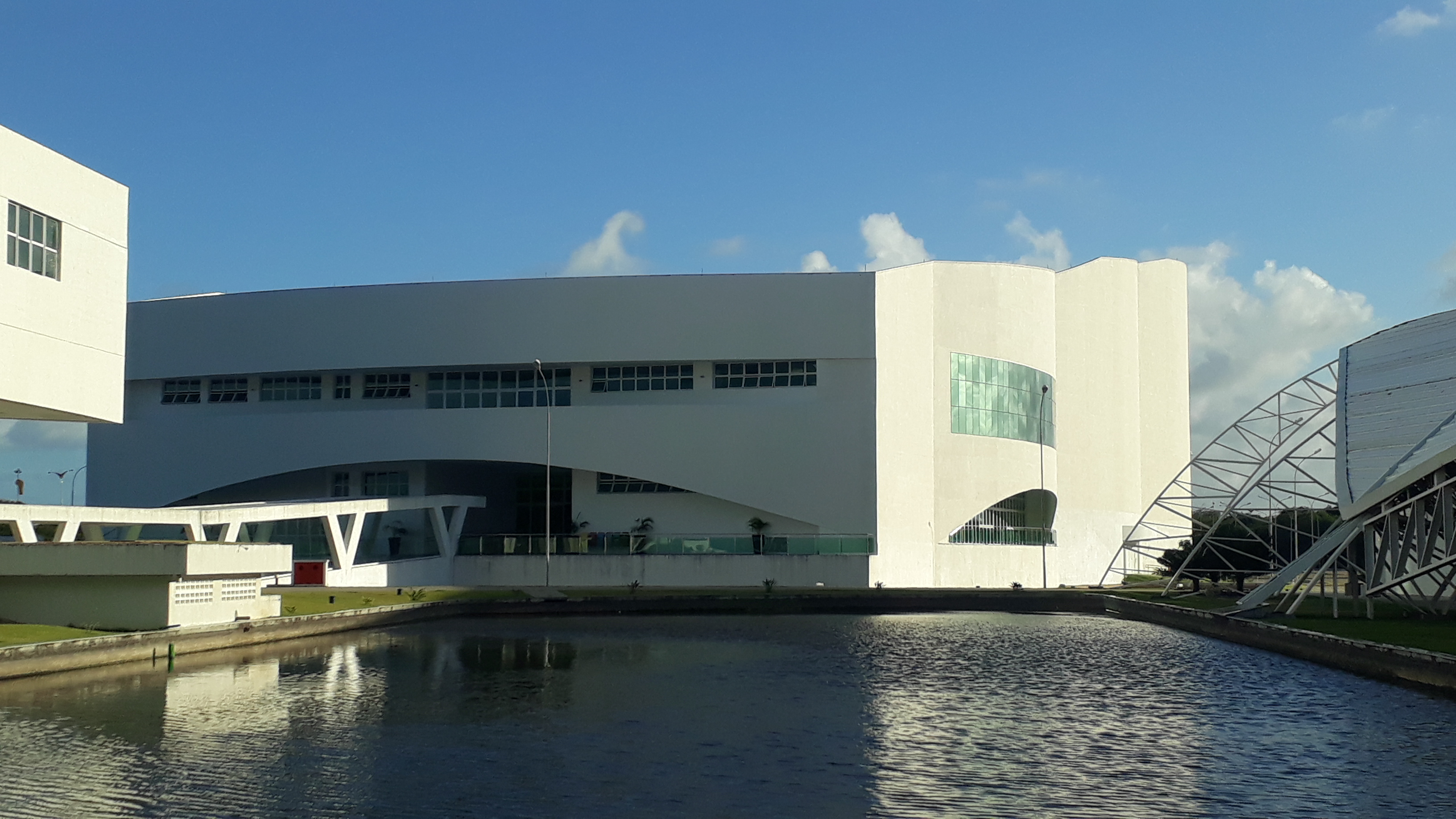
Fachada do Teatro Pedra do Reino.

A estrutura do Teatro Pedra do Reino, que é o maior teatro do Nordeste e o segundo do Brasil; envolve sonorização e iluminação cênicas de última geração. Dos 2.924 lugares existem 2.820 poltronas comuns; 18 poltronas para obesos; 36 poltronas para portadores de mobilidade reduzida e 50 lugares para cadeirantes. O teatro possui seis níveis. Tem formas em curvas e compõe-se de quatro volumes: hall de entrada, foyer, plateia e palco. 
O Teatro Pedra do Reino, possui área total de 11.763 m², sendo 440 m² destinados ao fosso da orquestra, com desenho de forro para facilitar a propagação do som para palco e plateia. A capacidade é para quase 3 mil pessoas. 
O nome do Teatro ser, A Pedra do Reino, foi para homenagear o dramaturgo pessoense Ariano Suassuna, autor de obra homônima.

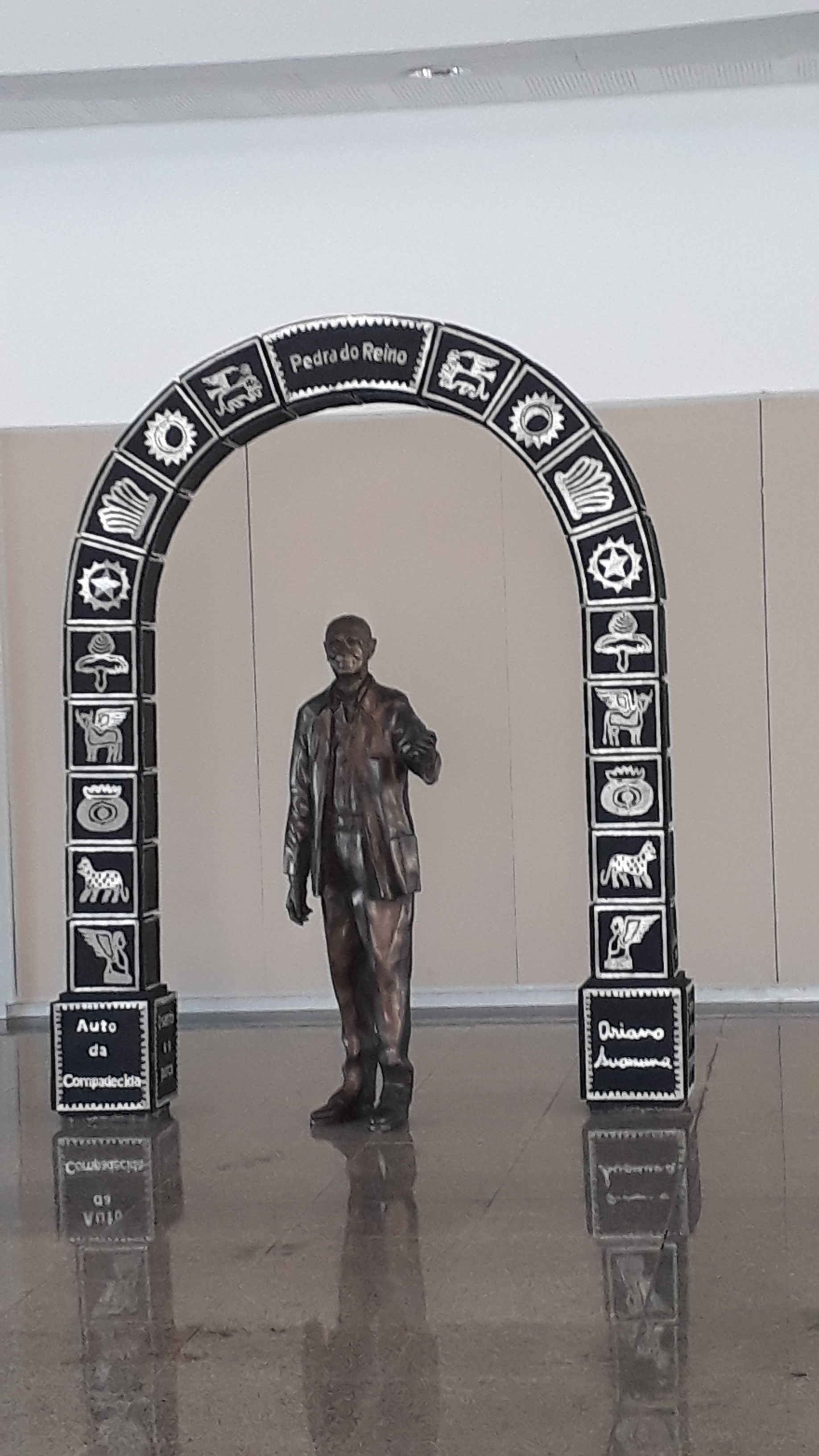
Estátua de bronze de Ariano Suassuna, no interior do Teatro Pedra do Reino.

## Sustentabilidade
A estrutura do Centro de Convenções de João Pessoa, se adequa ao PCA (Plano de Controle Ambiental). Contornando toda a área do empreendimento, existe um corredor ecológico com 100 metros de largura, com toda a vegetação existente preservada. Além disso, João Pessoa está no ponto mais oriental das Américas e, por este motivo, foi projetado em frente ao mirante, uma praça com um relógio de Sol.

## Acessibilidade
Toda a estrutura do Centro de Convenções Poeta Ronaldo Cunha Lima em João Pessoa, é adaptada aos portadores de necessidades especiais. A locomoção foi planejada para atender ao público que necessita de acessibilidade, possuindo: rampas de acesso e elevadores, proporcionando suporte aos pavimentos de todos os prédios do Centro de Convenções de João Pessoa. havendo necessidade, cadeiras de rodas estarão disponíveis aos visitantes no local.

## Prêmios
O Centro de Convenções de João Pessoa, proporcionou a Paraíba e seu complexo de eventos, a receber, no ano de 2016 e de 2017, em São Paulo a premiação nacional Jacaré de Bronze, como um dos melhores destinos para realização de Congressos e Eventos, na 16ª edição e 17ª edição do Prêmio Caio.
Nos anos de 2015, 2018, 2019, e de 2020 o Centro de Convenções Poeta Ronaldo Cunha Lima em João Pessoa, ganhou o prêmio Jacaré de Prata, na categoria Centro de Convenções de Grande Porte. A cidade de João Pessoa, foi agraciada com o Prêmio Jacaré de Ouro, nos anos de 2018, 2019, e 2020 como melhor destino para realização de eventos.
O principal objetivo do prêmio é incentivar, reconhecer e valorizar o trabalho de profissionais, empresas organizadoras de eventos, prestadores de serviços, hotéis, resorts, centros de convenções, espaços para congressos e destinos para o desempenho sustentável do turismo no País.